# Saco do Eustáquio
Saco do Eustáquio é uma praia brasileira, ou Saco (acidente geográfico), localizado no distrito de Paranabi em Ilhabela, São Paulo.